# Verrucachernes oca
Verrucachernes oca är en spindeldjursart som beskrevs av Chamberlin 1947. Verrucachernes oca ingår i släktet Verrucachernes och familjen blindklokrypare. Inga underarter finns listade i Catalogue of Life.